# Privatbrauerei Specht
Vous pouvez aider à l'améliorer ou bien discuter des problèmes sur sa page de discussion.
- Il ne cite pas suffisamment ses sources. Vous pouvez indiquer les passages à sourcer avec {{référence nécessaire}} ou {{Référence souhaitée}}, et inclure les références utiles en les liant aux notes de bas de page. (Marqué depuis mai 2021)
- Il contient une ou plusieurs listes. Le texte gagnerait à être rédigé sous la forme d’un ou plusieurs paragraphes synthétiques, afin d’être plus agréable à lire. (Marqué depuis mai 2021)

- Archive Wikiwix
- Bing
- Cairn
- DuckDuckGo
- E. Universalis
- Gallica
- Google
- G. Books
- G. News
- G. Scholar
- Persée
- Qwant
- (zh) Baidu
- (ru) Yandex
- (wd) trouver des œuvres sur Wikidata

La Privatbrauerei Specht est une brasserie à Ehrenfriedersdorf.

## Histoire
La brasserie est fondée en 1844 en tant que coopérative. Pendant la Première Guerre mondiale, la vente à la brasserie Wernesgrüner échoue.
Après la faillite de la coopérative en 1954, la famille Specht achète la brasserie, qui appartient depuis à des intérêts privés.
Après le changement politique intervenu en 1989-1990, la brasserie est considérablement modernisée dans les années 1990 et 2000.

## Production
- Specht Pilsener
- Specht Landbier
- Specht Export
- Specht Spezial
- Specht Bockbier
- Schwarzer Specht (Schwarzbier)